# Louis Becquey

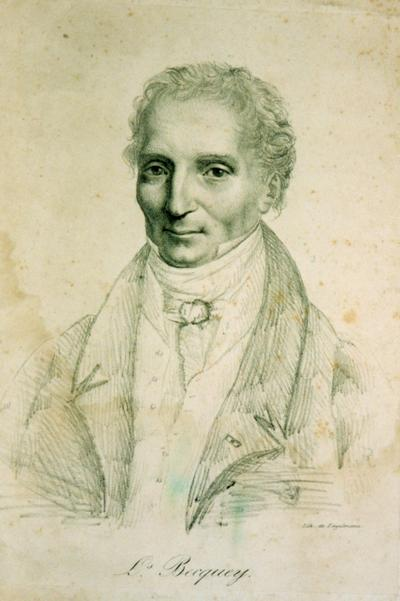
Louis Becquey

Louis Becquey, eigentlich François Louis Becquey de Beaupré (* 24. September 1760 in Vitry-le-François, Département Marne; † 2. Mai 1849 in Paris), war ein französischer Jurist und Politiker.

## Leben
Becquey war ein Sohn des Offiziers Augustin Alexis Becquey (1725–1807) und dessen Ehefrau Marie de Torcy (1726–1815). Er hatte drei Schwestern und drei Brüder, der Jurist und Politiker François Becquey (1759–1834) war ein älterer Bruder. Nach der Schulzeit in seiner Heimatstadt ging Becquey nach Paris, um dort Rechtswissenschaften zu studieren.
Nach seinem Studium begann Becqueys Karriere in der königlichen Steuerverwaltung in Poitou, später wurde er in selber Funktion ins Département Haute-Marne versetzt. Zu Beginn der Revolution wandte er sich der Politik zu und wurde als Abgeordneter in die Generalstände von 1789 berufen.
Becquey heiratete 1787 in Éclaron (Département Haute-Marne) Sophie-Marguerite Le Blanc (1764–1841). Das Ehepaar hatte keine Kinder und adoptierte später seine Nichte Gabrielle Philippine Le Blanc.
Am 20. April 1792 plädierte Becquey in der Assemblée Nationale fast als einziger gegen die Kriegserklärung an Österreich. Nach dem Septembermassaker von 1792 überwarf sich Becquey mit dem Wohlfahrtsausschuss. Während der Terrorherrschaft 1793/94 versteckte er sich zusammen mit seiner Familie in Éclaron und kehrte erst nach dem 9. Thermidor wieder nach Paris zurück. Das Direktorium berief Becquey in den Rat der Fünfhundert und während dieser Zeit wurde er auch zum Anhänger Napoleon Bonapartes.
Dieser berief Becquey 1810 in das Präsidium der von ihm gegründeten Université imperiale und dieses Amt hatte er bis 1814 inne. Anschließend wechselte er für ein Jahr ins Wirtschaftsministerium. Dort entstanden erste Skizzen für seinen Plan Becquey, den er dort aber nicht verwirklichen konnte. Dieser sah vor, ganz Frankreich mit einem System von Wasserstraßen und Kanälen zu überziehen, um Handel und Industrie zu stärken und in die Moderne zu führen.
Im Mai 1816 wechselte Becquey als Staatssekretär zu Innenminister Joseph Henri Joachim Lainé, gab dieses Amt aber bereits im September 1817 wieder auf. König Ludwig XVIII. berief Becquey mit Wirkung vom 17. September 1817 als Nachfolger von Mathieu Molé zum Direktor des Corps des ingénieurs des ponts et chaussées. Als solcher war Becquey maßgeblich verantwortlich für den Canal de Roanne à Digoin, den Canal de Berry und viele andere. 1826 leitete Becquey für ein Jahr als Präsident die Société de Géographie.
Während der Julirevolution von 1830 hatte König Karl X. Becquey zum Minister berufen, nach wenigen Wochen trat Becquey wieder zurück. In den folgenden Jahren verlor Becquey seinen Einfluss und zog sich langsam aus der Öffentlichkeit zurück.
Louis Becquey starb 1849 in seiner Wohnung in Paris. Die Trauerfeier fand in der Pfarrkirche St-Sulpice (6. Arrondissement) statt, beerdigt wurde er auf dem Cimetière Montparnasse (Division 10).

## Ehrungen
- 1814 Ritter der Ehrenlegion
- 1820 Offizier der Ehrenlegion
- 1821 Kommandeur der Ehrenlegion